# Naszreddin
Naszreddin (perzsául: ملا نصرالدین, arabul: جحا ford.: Joĥa ,نصرالدين „a hit győzelme”; törökül: Nasreddin Hoca, kazakul: Qojanasır, bosnyákul: Nasrudin hodža) szúfi hodzsa (tanító) volt a 13. században, valahol Irán területén, a Szeldzsuk-dinasztia uralkodása idején. Sok közel-keleti és közép-ázsiai nép vallja magáéinak a Naszreddin történeteket, például az afgánok, az irániak a törökök és az üzbégek. Nevét a különböző nyelveken különféleképpen írják, és általában kapcsolódik hozzá a hodzsa (tanító, mester; tiszteletre méltó férfi, aki járt Mekkában), mulla (vallási kérdésekben jártas egyházi személy) vagy efendi (úr) megszólítás. Kínában Afanti néven, az ujgur törzs népi hőseként ismerik.
Naszreddin történetei humorosak, és általában valamilyen bölcseletet, erkölcsi példázatot fogalmaznak meg, gyakran nagyon ellentmondásos, sokszor abszurd formában.

## Naszreddin eredete és hagyatéka

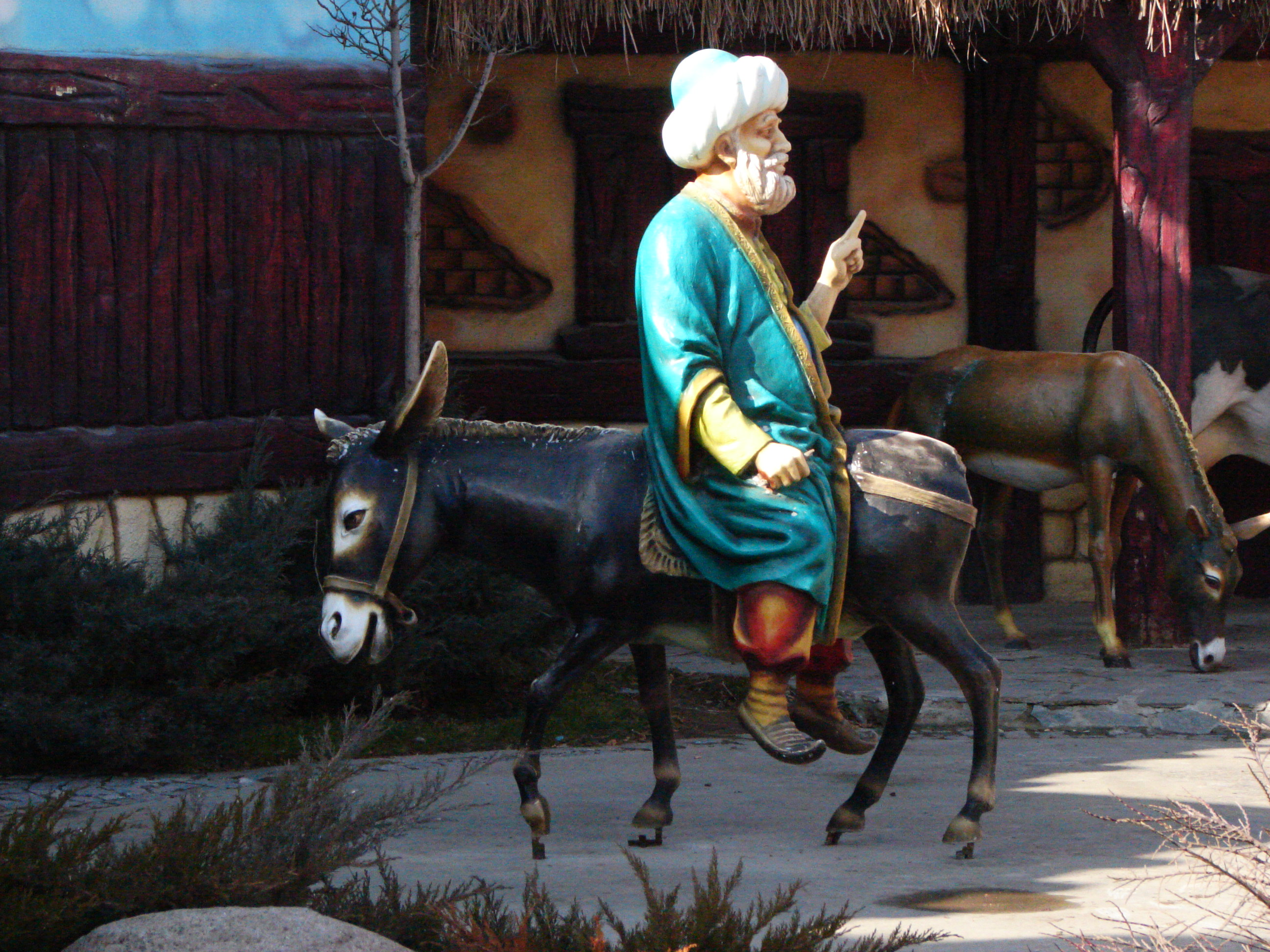
Naszreddin gyakran ülte meg szamarát fordítva.

Mivel Naszreddint több nép is sajátjának érzi, születésének helyéről is vitatkoznak. Az egyik legenda szerint a hodzsa Anatóliában született, a sivrihisari Hortu falucskában, Eskişehir tartományban, a 13. században.
Naszreddin emlékének tisztelegve Eskişehirben minden évben megtartják a Nemzetközi Naszreddin Hodzsa Fesztivált július 5–10. között.
Generációkon keresztül szájról szájra terjedtek Naszreddin történetei, melyek beépültek a török folklórba. Bár az anekdoták falusi környezetben játszódnak, moráljuk mégis időtlen. Némely régiók saját karaktereiket is létrehozták Naszreddin mintájára, máshol pedig a napi életbe is beépültek a történetek, több ezer található belőlük, az élet szinte minden szituációját lefedve.

## Naszreddin meséi
A Naszreddin-meséket az egész Közel-Keleten, Ázsia és Európa számos országában jól ismerik. Ha felületesen szemléljük őket, akkor egyszerű humoros történeteket, vicceket látunk, melyekkel az emberek teaházakban, kávézókban és kerti partikon szórakoztatják egymást. Naszreddin történeteiben a humor azonban csak egy réteget képez, alatta találjuk a történet morálját, ez alatt pedig a miszticizmus egy még mélyebb rétegét fedezhetjük fel. A legrégebbi ismert Naszreddin-feljegyzés 1571-ből való.
Bulgáriában a Naszreddin név antagonistaként szerepel a vélhetően oszmán korban keletkezett történetekben, melyeknek főszereplője Hitar Petar.

## A művészetekben
Az orosz zeneszerző, Sosztakovics a 13. szimfónia című művében más hasonló humoros népi figurák mellett Naszreddinnek is emléket állít. A Jevgenyij Jevtusenko által írt szöveg pedig a humort, mint fegyvert mutatja be a tirannoszokkal szemben. Leonyid Szolovjov orosz író két regényben is feldolgozta élettörténetét: A csendháborító és Az elvarázsolt herceg számos nyelven megjelent, magyarra Illyés Gyula fordította őket.

### Az irodalomban és színpadon magyarul
- Naszreddin hodsa tréfái; török (kisázsiai) szövegét gyűjt., ford., jegyz. Kúnos Ignác; Akadémia, Bp., 1899 (Értekezések a nyelv- és széptudományok köréből)
- Kúnos Ignác: A török hodzsa tréfái (MEK) Naszreddin mesternek, a Közel és Távol Keleten ismert bölcs és híres kisázsiai hodzsának csalafintaságai és mulatságos esetei; Kner, Gyoma, 1926; reprint: Terebess Kiadó, Budapest, 1996, ISBN 963-04-6689-9
- Kúnos Ignác: Mosolygó napkelet: Hodzsastrófák, török tréfák; Budapest, Szőllősi, 1930
- Mustafa Ruhi Sirin: A világot kinevető ember. Naszreddin Hodzsa tréfái versben; ford. Csáki Éva; Napkút Kiadó, Budapest, 2009, ISBN 978-963-263-067-0
- Történetek szúfi dervisekről és Naszreddin hodzsáról; ford. Haskó György; magánkiadás, Bp., 2019
- Kürti Kovács Sándor: Történetek Naszreddin Hodzsáról, General Press Kiadó, Budapest, 2006 ISBN 963-9648-30-2
- Viorica Dinescu: Naszreddin Hodzsa, Ion Creanga Könyvkiadó, Bukarest, 1974, fordította Balogh József
- Zdzislaw Nowak: Hol nincsenek legyek? – A bölcs Naszreddin Hodzsa kópéságai és logikai fejtörői, Móra Ferenc Ifjúsági Könyvkiadó, Budapest, 1984, fordította Nemere István, ISBN 963-11-3655-8
- Timur Zulfikarov: Naszreddin Hodzsa első szerelme, Móra Ferenc Ifjúsági Könyvkiadó, Budapest, 1980, fordította Galvács Adél, ISBN 963-11-2073-2
- Rakovszky József: Naszreddin Hodzsa meséi – Eredeti török forrás alapján, "Szózat" Irodalmi és Művészeti Klubok Országos Központja, Budapest, 1993
- Leonyid Szolovjov: Az elvarázsolt herceg, Szépirodalmi Könyvkiadó, 1977
- Leonyid Szolovjev-Viktor Vitkovics: A csendháborító – Naszreddin Hodzsa, Magyar-Szovjet Művelődési Társaság, Budapest, 1945

### A csendháborító színpadon
- Leonyid Szolovjev: Csendháborító. Naszreddin Hodzsa
- Szolovjev–Vitkovics: Naszreddin kalandjai
- A csendháborító (TV-játék), 1980, Naszreddin Hodzsa – Harsányi Gábor, zeneszerző: Ránki György

### Diafilmen
- Naszreddin Hodzsa (Összeállította: Rónai Éva; Rajz: Lengyel Sándor)

## Példák

### A nap vagy a hold?
Azt kérdezik egyszer a hodzsától, hogy a napnak vehetni-e több hasznát, avagy a holdnak-e?
Azt feleli a bölcs hodzsa:
- Nappal kél fel a nap és így nem veszi az éjjelnek hasznát. A hold éjszaka kél fel és világossá teszi a mindenséget. Így hát a holdnak veszik több hasznát.

### Házat a mezőre
Panaszkodik egy ember a hodzsának, hogy sose lát napot a háza.
- Hát a meződ lát-e napot? – kérdi tőle a hodzsa.
- Persze hogy lát, – feleli az ember.
- Akkor vitesd a mezőre a házad, – feleli a hodzsa.

### Tréfa a mecsetben
A mecsetbe várták a hodzsát, hogy elimádkozza az aznapi imádságokat. Jó kedvükben voltak a hívők és meg akarták tréfálni a hodzsát.
- Ha majd beteszi ide a lábát és üdvözöl bennünket, ne köszönjünk neki vissza, – volt a közös megállapodásuk. – Vajon mit szól majd a hodzsa?
Rövidesen meg is jön a hodzsa és amint köszönti a hívőit, senki se köszön neki vissza.
Szétnéz közöttük és mintha nem is látná őket, így szól maga-magának:
- Úgy látszik, hogy senki se jött ma a templomba, egymagamra maradtam, – szólt és magukra hagyta őket.

### Az íze ugyanaz
Amikor a szomszéd gyerekek meglátták, hogy Hodzsa a szamarán a szőlőhegyről közeledik, a szamár hátán két szőlővel teli kosárral, azonnal körbevették és kóstolót kértek tőle. 
Hodzsa kiemelt egy fürt szőlőt, lecsipkedte róla a szemeket és minden gyereknek adott egy szőlőszemet.
„Olyan sok szőlőd van, de alig adsz belőle” – méltatlankodtak a gyerekek.
„Semmi különbség, ha egy teli kosár szőlőd van, vagy csak egy szemed, mert az íze ugyanaz.” – válaszolta Hodzsa.

## UNESCO
Az UNESCO az 1996–97-es évet Nemzetközi Naszreddin Évnek nyilvánította.

## Névváltozatok
Naszreddin nevének több változata is ismert, úgy mint Nasrudin, Nasr ud-Din, Nasredin, Naseeruddin, Nasruddin, Nasr Eddin, Nastradhin, Nasreddine, Nastratin, Nusrettin, Nasrettin és Nastradin.
Neve elé a különböző kultúrákban különböző címeket illesztettek: Hoxha, Khwaje, Hodja, Hojja, Hodscha, Hodža, Hoca, Hogea, Hodza.
Az arab nyelvű kultúrákban gyakran előzi meg nevét egyike az alábbiaknak: Djoha, Djuha, Dschuha, Giufà, Chotzas, Mullah, Mulla, "Molla, Maulana", Efendi, Ependi.
A szuahéli kultúrában a karakter neve Abunuwasi.